# Федері
Федері (рум. Federi) — село у повіті Хунедоара в Румунії. Входить до складу комуни Пуй.
Село розташоване на відстані 262 км на північний захід від Бухареста, 41 км на південний схід від Деви, 141 км на південь від Клуж-Напоки, 145 км на північ від Крайови.

## Населення
За даними перепису населення 2002 року у селі проживали 339 осіб, усі — румуни. Усі жителі села рідною мовою назвали румунську.